# Grégor Marchand
Pour les articles homonymes, voir Marchand.
Grégor Marchand, né le 20 janvier 1968 à Saint-Cloud et mort le 1er juin 2023 à Rennes,, est un archéologue français. 
Spécialiste de la Préhistoire, et plus spécifiquement de la technologie lithique, il est directeur de recherche au CNRS et professeur à l’université de Rennes I.

## Biographie
Grégor Marchand soutient en 1997 sa thèse en Préhistoire, Ethnologie, Anthropologie, intitulée « La néolithisation de l’ouest de la France », sous la direction de Jean-Paul Demoule (université Panthéon-Sorbonne, Paris). Il entre au CNRS en 2000. Il est nommé directeur de recherche en 2013 (UMR 6566 CReAAH du CNRS) et a obtenu la médaille de bronze du CNRS en 2006 (Département Sciences humaines et sociales). Parallèlement, il enseigne à l'université de Rennes 1, où il a dirigé une série de thèses, et à l'université de Rennes 2 (masters). Le CReAAH se distingue puisque Catherine Dupont, Chargé de recherche au CNRS, spécialiste en archéomalacologie, qui fait équipe avec Grégor Marchand, devient à son tour titulaire de la médaille de bronze du CNRS en 2014.

## Principaux apports
Responsable de programmes internationaux, ayant dirigé de nombreuses fouilles sur des sites du Paléolithique final au Néolithique dans la région atlantique, il fait autorité, notamment, en ce qui concerne le Retzien, Théviec et le Mésolithique atlantique. Il est spécialiste de technologie lithique : certaines variables techniques et stylistiques permettent de considérer des zones géographiques et c’est à partir des données archéologiques concernant cette technologie que l’archéologue parvient à remonter au mode de vie des groupes de chasseurs-cueilleurs, à leur façon d’assurer leur subsistance et de développer des organisations économiques et sociales. L'analyse des sépultures (collectives) renseigne également sur les inégalités sociales (faibles), les inégalités hommes femmes (faibles) et les rituels (repas funéraires). L'analyse isotopique des ossements humains différencie, sur des potentiels alimentaires différents, zones côtières et zones intérieures, avec peut-être des pratiques exogamiques supposées (des jeunes femmes en zones côtières proviennent de l'intérieur). Avec le souci de comprendre tous les biais des industries et techniques, avec une insistance particulière sur les liens entre terrain et collection archéologique, l'accent est mis sur les changements de ces organisations, en notant que l'époque voit des changements environnementaux très importants (recul de la glaciation avec retours d'épisodes froids, renouvellement radical de la faune et de la flore et hausse considérable du niveau marin). Dès sa thèse, Grégor Marchand propose un modèle de changement technique et économique radical entre Mésolithique et Néolithique, tout en travaillant sur cette séquence historique fondamentale qui voit le passage de groupes mésolithiques côtiers à l'émergence du phénomène mégalithique en France atlantique. Son programme de travail lors de son entrée au CNRS au printemps 2000 était intitulé : « Systèmes techniques, environnement et changements culturels dans le Mésolithique et le Néolithique de la façade atlantique de l’Europe ».
Grégor Marchand a travaillé plus spécifiquement sur les thèmes suivants : 
- le second Mésolithique (programme ANR) : abri-sous-roche de Pont-Glas (Plounéour-Ménez), habitat mésolithique de l’Essart (Poitiers), amas coquillier de Beg-an-Dorchenn (Plomeur), grotte des Perrats (Agris), sites du Mésolithique final au Néolithique ancien de la vallée du Guadiana (Portugal), habitat côtier mésolithique de Beg-er-Vil à Quiberon.
- la néolithisation de l’Europe atlantique : site néolithique ancien Villeneuve-Saint-Germain du Dillien (Cléguérec), fouilles d’urgence au Chemin Creux (Mazières-en-Mauges), industrie lithique du site Villeneuve-Saint-Germain de Kervouyec-Névez (Quimper).
- le développement de la technologie lithique dans l’ouest de la France : lithothèque de l’UMR 6566, colloque.
- fouilles préventives sur le site mésolithique moyen de Pen Hoat Salaün (Pleuven).
- Programme "Tous aux abris", en collaboration avec Nicolas Naudinot, qui vise l'inventaire et la fouille d'abris-sous-roche occupés à la Préhistoire sur le Massif armoricain.

## Transmission des connaissances
Grégor Marchand est l'auteur de très nombreux articles dans des revues professionnelles à comité de lecture. Il a publié également des ouvrages de synthèse destinés à un public plus large (voir bibliographie ci-dessous).
Il tient un blog, qui est un espace professionnel destiné à fournir les mises à jour des informations concernant le Mésolithique et le Néolithique dans l’ouest de la France.
Parmi ses diverses interventions, on peut noter sa participation à une conférence publique de l'INRAP retransmise en vidéo, à des conférences de diffusion du savoir scientifique et à des émissions culturelles.
Pour faire comprendre à un large public les deux images mentales sur le Mésolithique et les conditions de la néolithisation dont il faut absolument éviter le biais, Grégor Marchand aime à parler de « modèle Bécassine » (chasseurs-cueilleurs décrits comme de naïfs attardés) et de « modèle Astérix » (chasseurs-cueilleurs décrits comme de vaillant héros résistant encore et toujours).

## Publications
- La Neolithisation de l'ouest De La France: Caractérisation Des Industries Lithiques, par Grégor Marchand, éditions British Archaeological Reports (BAR) International, 381 pages (1999).  (ISBN 0860549828 et 9780860549826)
- Les zones de contact Mésolithique/Néolithique dans l'ouest de la France : définition et implications, par Grégor Marchand, paru dans Muita gente, poucas antas?. Origens, espaços e contextos do Megalitismo., Trabalhos de Arqueologia ; 25, actes du Deuxième colloque international sur le mégalithisme, Lisbonne, Institut portugais d'archéologie (2003), p. 181-197. (cf. p. 184 et p. 186). Trabalhos de Arqueologia ; 25
- Unité et diversité des processus de néolithisation sur la façade atlantique de l’Europe (6e-4e millénaires avant J.-C.), table ronde de Nantes 26-27 avril 2002, sous la direction de Grégor Marchand et Anne Tresset, mémoire 36 de la Société préhistorique française, publié par la Société préhistorique française, 288 pages (2005). Mémoire 36 de la Société préhistorique française
- La disparition des chasseurs-cueilleurs, par Grégor Marchand, in L’origine des sociétés, Sciences humaines no 9, décembre 2007-janvier-février 2008, p. 60-62. L’origine des sociétés, Sciences humaines n° 9
- Gallia Préhistoire, N° 51, 2009 : Préhistoire de la France dans son contexte européen, par Grégor Marchand, Jean-Jacques Bahain, Marie Balasse, Jean-Pierre Bracco et un collectif d'auteurs, éditions CNRS, 319 pages (2009).  (ISBN 2271068991 et 9782271068996)
- Des feux dans la vallée : Les habitats du Mésolithique et du Néolithique récent à l'Essart à Poitiers (Vienne), par Grégor Marchand et un collectif d'auteurs, éditions PU Rennes, 246 pages (2009).  (ISBN 2753508348 et 9782753508347)
- Le Mésolithique en France. Archéologie des derniers chasseurs-cueilleurs, par Emmanuel Ghesquière et Grégor Marchand, coéditions La Découverte / INRAP, 177 pages (2010).  (ISBN 2707159522 et 9782707159526)
- Roches et sociétés de la Préhistoire : Entre massifs cristallins et bassins sédimentaires, par Grégor Marchand, Guirec Querré et un collectif d'auteurs, éditions PU Rennes, 512 pages (2012).  (ISBN 2753517819 et 9782753517813)
- Préhistoire atlantique. Fonctionnement et évolution des sociétés du paléolithique au néolithique, Grégor Marchand, éditions Errance (Actes Sud), 519 pages (2014).  (ISBN 2877725677 et 9782877725675)